# Bodaszőlő
Bodaszőlő is een dorp in Hongarije. De plaats maakt deel uit van de gemeente Hajdúböszörmény in het comitaat Hajdú-Bihar en ligt tussen de steden Hajdúböszörmény en Debrecen. Het dorp telt ongeveer 1600 inwoners (2008), die overwegend leven van de landbouw (er is onder meer een struisvogelkwekerij) dan wel werkzaam zijn in de dichtbijgelegen steden.
Bodaszőlő was van strategisch belang voor de Sovjet-Russische legermacht die tot de val van het IJzeren Gordijn in 1989 in Hongarije aanwezig was. In Debrecen, op 15 kilometer afstand, bevond zich een Russische vliegbasis en die werd van brandstof voorzien vanuit de grote, onderaardse opslagtanks in Bodaszőlő. Bij het dorp was daarom ook een spoorwegstation. Het brandstofkampement lag aan de zuidkant van de ingangsweg van het dorp, naast de spoorlijn. In de betonnen omheining bevonden zich aansluitpunten voor de kerosine- en dieseltankwagens. Aan de overzijde van de weg hadden de Russen enkele officierswoningen gebouwd. Militairen van lagere rang verbleven binnen het kampement. In 1992 verlieten de laatste Russen Bodaszőlő; de opslagtanks zijn nu in gebruik bij een oliehandel. De betonnen omheining, de wachttoren en de lage, betonnen officierswoningen herinneren nog aan het vroegere gebruik van het terrein.

## Inwoners van Bodaszőlő
- Gábor Pusztai